# Maria Anna Amalia Auguste von Pfalz-Sulzbach

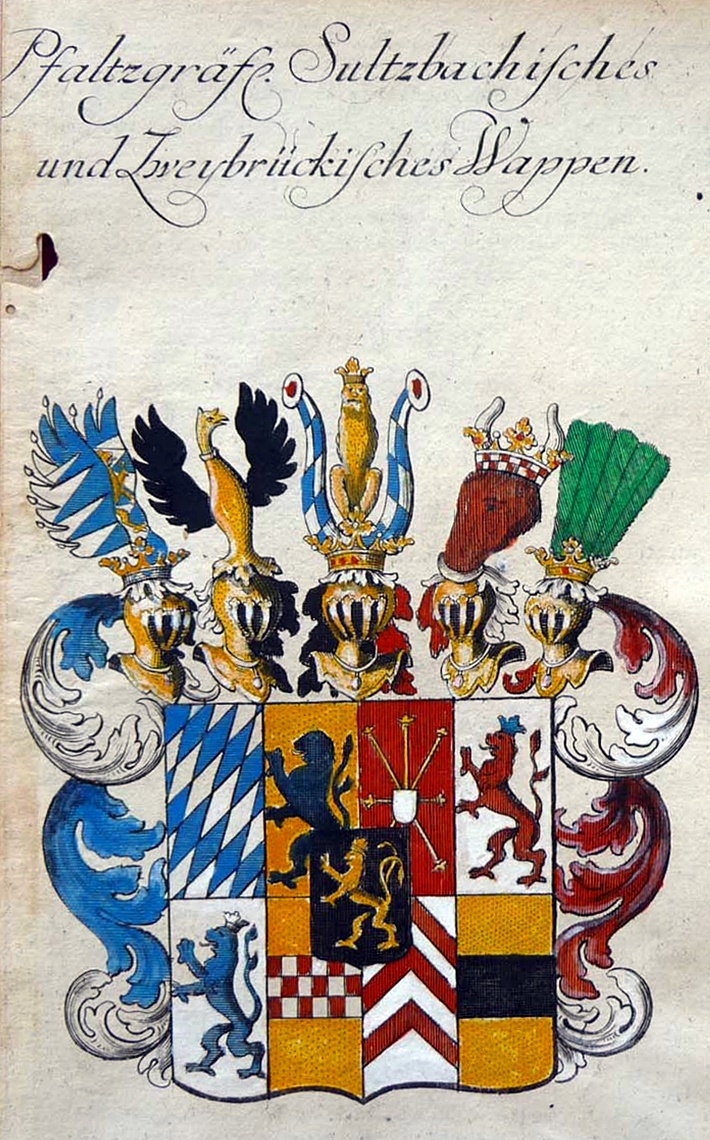
Wappen der Herzöge von Pfalz-Sulzbach

Maria Anna Amalia Auguste von Pfalz-Sulzbach (* 7. Juni 1693 in Sulzbach; † 18. Januar 1762 in Köln) war eine Wittelsbacher Prinzessin aus dem Familienzweig Pfalz-Sulzbach und wurde Unbeschuhte Karmelitin.

## Herkunft und Familie
Sie war das älteste Kind des Herzogs Theodor Eustach von Pfalz-Sulzbach und seiner Gemahlin Maria Eleonora Amalie, Landgräfin von Hessen-Rheinfels-Rotenburg. Sowohl ihr väterlicher Großvater Christian August von Pfalz-Sulzbach als auch ihr mütterlicher Urgroßvater Ernst I. von Hessen-Rheinfels-Rotenburg waren Konvertiten zur katholischen Kirche und begründeten jeweils katholische Familienlinien in ihren Häusern.

## Leben und Wirken
Maria Anna Amalia Auguste von Pfalz-Sulzbach trat 1714 in das Kölner Kloster St. Maria in der Kupfergasse ein und wurde Unbeschuhte Karmelitin. Hier lebte als Nonne schon die Schwester ihres Vaters, Amalia Maria Therese von Pfalz-Sulzbach (1651–1721), für die es laut einer von St. Edith Stein edierten alten Klosterchronik die größte Freude und der größte Trost im Leben war, ihre Nichte als Mitschwester bei sich zu haben.
Prinzessin Maria Anna Amalia Auguste legte 1715 ihre feierlichen Gelübde ab und erhielt den Ordensnamen Maria Eleonora Therese de St. Cruce. Ab 1726 erscheint sie als Priorin des Karmeliterinnenklosters Düsseldorf, von dem es dort noch die barocke Josephskapelle gibt. Dieses Amt versah sie bis Ende der 1730er Jahre, kehrte dann in das Kölner Mutterkloster St. Maria in der Kupfergasse zurück und fungierte dort ebenfalls als Oberin.
Hier starb sie im Januar 1762. Es wird von ihr überliefert, dass sie ein heiligmäßiges Leben geführt habe. Man setzte sie im Kölner Kloster bei. Laut Auskunft des derzeitigen Pfarrers Klaus-Peter Vosen wurden die Gräber der Karmelitinnen im Zweiten Weltkrieg zerstört und man bettete die aufgefundenen Knochen später in eine Sammelgrabstätte im Kreuzgang der Kirche um.

## Familienumfeld

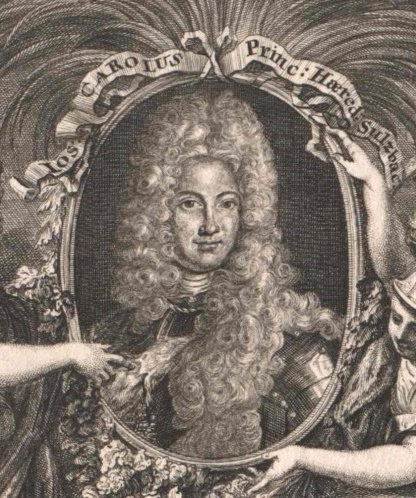
Der Bruder Joseph Karl von Pfalz-Sulzbach, bis 1729 präsumtiver Thronerbe der Kurpfalz

Maria Anna Amalia Augustes Bruder Joseph Karl von Pfalz-Sulzbach († 1729) hatte Elisabeth Auguste Sofie von der Pfalz (1693–1728) geheiratet, das einzige überlebende Kind des Pfälzer Kurfürsten Karl III. Philipp († 1742), und galt bis zu seinem frühen Tod als präsumtiver Thronerbe der Kurpfalz. In seinem Todesjahr ließ er, nach dem Vorbild im Kölner Kloster seiner Schwester, nahe Mannheim eine Loretokapelle mit Gnadenbild der Schwarzen Madonna errichten, die bis heute als Wallfahrtskirche Mariä Himmelfahrt in Oggersheim existiert. König Max I. Joseph von Bayern ist sein Enkel.
Ihr anderer Bruder Johann Christian Joseph von Pfalz-Sulzbach († 1733) wurde der Vater des pfalz-bayerischen Kurfürsten Karl Theodor.
Die Schwester Ernestine Theodora von Pfalz-Sulzbach († 1775) trat als Witwe ebenfalls in den Karmelitenorden ein und starb im Ruf der Heiligkeit.
Weitere Schwestern der Kölner Nonne waren Anna Christine Luise von Pfalz-Sulzbach († 1723), verheiratet mit dem späteren König Karl Emanuel III. von Sardinien, sowie Franziska Christine von Pfalz-Sulzbach († 1776), Fürstäbtissin der Frauenstifte Essen und Thorn.